# Jan Meulink
Jan Meulink (Wolvega, 1 februari 1917 – Enschede, 14 april 1999) was van 1956 tot 1966 Tweede Kamerlid voor de ARP.
Jan Meulink was de zoon van ds. Hendrik Meulink uit Enschede. Meulink doorliep het gymnasium, studeerde rechten aan de VU in Amsterdam. In 1942 promoveerde hij aan de VU met het proefschrift "De plaats der kartels in het ordeningstreven".
Na de oorlog was hij enkele jaren Officier-Fiscaal en waarnemend Advocaat-Fiscaal (openbaar aanklager) bij het bijzonder Gerechtshof in Arnhem. Hij was o.a. de aanklager van Bikker alias de beul van Ommen.
In 1948 begon Meulink zijn advocatenkantoor samen met mr. Jan Leppink. In 1949 begon zijn politieke carrière als lid van de gemeenteraad van Enschede. Als lid van de vrijgemaakt-gereformeerde kerk bleef Meulink trouw aan de ARP en later het CDA.
Van 1956 tot 1966 was Meulink lid van de Tweede Kamer. Bekendheid kreeg hij door tegen de overdracht van Nieuw-Guinea te stemmen. Dit leverde hem binnen de partij kritiek op, maar bij de volgende verkiezingen zeer veel voorkeurstemmen.
In 1965 werd Meulink lid van Gedeputeerde Staten in Overijssel. In 16 jaar had hij dezelfde portefeuille van Verkeer en Waterstaat. Als president-commissaris van de Wavin was hij betrokken bij de groei van dit bedrijf in Hardenberg.
Na zijn politieke carrière was Meulink van 1983 tot 1987 voorzitter van het bestuur van de Evangelische Omroep.
Jan Kits sr. (1967-1968) · Johan Rippen (1968-1971) · Willem Glashouwer sr. (1971-1983) · Jan Velema (1983-1990) · Arie van der Veer (1990-2008) · Arjan Lock (2008-heden)
- Biografisch Portaal: 89037146
- International Standard Name Identifier: 0000 0003 9198 9821
- Library of Congress Control Number: no2018108342
- Nederlandse Thesaurus van Auteursnamen: 074368354
- Parlement.com: vg09ll3c50z6
- Virtual International Authority File: 285978891
- WorldCat: E39PBJqQwCX6vB7dqVrBCmqfbd